# 733 Mocia
733 Mocia eller 1912 PF är en asteroid i huvudbältet, som upptäcktes 16 september 1912 av den tyske astronomen Max Wolf i Heidelberg. Den är uppkallad efter upptäckarens son, Werner "Mok" Wolf.
Asteroiden har en diameter på ungefär 98 kilometer och den tillhör asteroidgruppen Cybele.